# Дубасов, Дмитрий Николаевич
Дмитрий Николаевич Дубасов (1853—1911) — русский государственный деятель, симбирский гражданский губернатор (1906—1911), саратовский вице-губернатор (1905—1906), действительный статский советник.

## Биография
Из потомственных дворян Тверской губернии. Отец — Николай Дмитриевич, майор корпуса жандармов. Мать — Зинаида Дмитриевна, урождённая Козлова, дочь камер-юнкера.
Родился в 1854 году, по другим данным 3.03.1853 г.
17 октября 1871 года Дмитрий Николаевич вступил унтер-офицером в 1-й лейб-драгунский Московский полк. В 1873 году зачислен в Тверское кавалерийское юнкерское училище. В 1875 году назначен исправляющим должность адъютанта 1-й бригады 1-й кавалерийской дивизии (Москва), прапорщик. Участвовал в Русско-турецкой войне (1877—1878) (Силистрия и Тутракай). Награждён орденом Святой Анны 4-й степени с надписью «За храбрость» и удостоен румынского креста «За переход через Дунай». 3 ноября 1881 года уволен в отставку с присвоением чина капитана и с мундиром.
16 марта 1882 года, утверждён в должности участкового мирового судьи по Кашинскому уезду Тверской губернии. Занимал выборные земские должности по Кашинскому уезду. 17 декабря 1892 года избран кандидатом на должность Кашинского уездного предводителя дворянства. 7 ноября 1893 года был произведён в статские советники. 29 октября 1894 года был избран председателем Кашинской уездной земской управы.
5 февраля 1904 года назначен председателем Новоторжской уездной земской управы. В мае 1904 года утверждён в должности Кашинского уездного предводителя дворянства. 
2 декабря 1905 года назначен саратовским вице-губернатором, с 29 декабря приступил к обязанностям. Неоднократно исправлял должность саратовского губернатора.
7 октября 1906 года высочайшим указом назначен исправляющим должность симбирского губернатора. С 9 ноября 1906 года вступил в управление Симбирской губернией. 6 декабря 1907 года «за отличие на службе» был произведён в действительные статские советники. 13 декабря 1907 года утверждён в должности Симбирского гражданского губернатора. 
С первых дней Дубасов  добивается введения положения об усиленной охране. Одно из первых его распоряжений по уездам — «миндальничать с бунтовщиками неуместно». При нём начинают работать военно-окружные суды. При Дубасове в Симбирской губернии выносятся смертные приговоры и начинают казнить революционеров. С декабря 1907 по август 1909 года было вынесено 14 смертных приговоров. Дубасов вводит с 22 апреля 1907 года положение об усиленной охране и продлевает его из года в год. В апреле 1910 года сам П. А. Столыпин запретил ему продлевать положение, ссылаясь на то, что революция давно закончилась. 
Дмитрий Николаевич был похоронен 25 января 1911 года в Симбирском Спасском женском монастыре. В первые годы Советской власти склеп, в котором покоились останки Д. Н. Дубасова, был разорён, а прах губернатора подвергнут глумлению.

## Семья
Дмитрий Николаевич Дубасов был женат на дочери капитана Евгении Семеновне (1862, Кашин — после 1935), урождённой Жеребцовой. Её отец — Семён Николаевич Жеребцов (22.10.1805—18.9.1881), дворянин Кашинского уезда; был декабристом.
Сын — Николай Дмитриевич Дубасов (1899, Кашин — 1937) в 1918 году окончил гимназию. В 1920 году арестован и судим. В 1928 году работал рабкором, с 1932 года трудился заведующим проектно-сметной группой на строительстве комбината «Главмолоко» в Ленинграде. 27 апреля 1935 года выслан в Иргиз Актюбинской области, в июле переведён в Челкар. 11 сентября 1937 года был арестован, приговорён к ВМН и расстрелян.
Дочь — Зинаида (1901 г. р.).